# ماريا كريستينا خوليو
ماريا كريستينا خوليو (بالإسبانية: María Cristina Julio) هي لاعبة كرة قدم تشيلية، ولدت في 17 نوفمبر 1999 في كوكيمبو في تشيلي. لعبت مع لاسيرينا.